# Bray-et-Lû
Bray-et-Lû là một xã ở tỉnh Val-d’Oise, thuộc vùng Île-de-France ở miền bắc nước Pháp.